# Guinkirchen
Guinkirchen é uma comuna francesa na região administrativa de Grande Leste, no departamento de Mosela. Estende-se por uma área de 5,15 km². Em 2010 a comuna tinha 157 habitantes (densidade: 30,5 hab./km²).